# Trzy piórka
Trzy piórka (Die drei Federn) – baśń opublikowana przez braci Grimm w 1812 roku w pierwszym wydaniu zbioru Baśni (tom 1, nr 63).

## Treść[1]
Pewien król miał trzech synów. Dwaj starsi uchodzili za mądrych, a trzeci małomówny był nazywany Głuptaskiem. Kiedy król się zestarzał, oświadczył swoim synom, że ten, który przyniesie mu najpiękniejszy kobierzec odziedziczy po nim królestwo. Puścił w powietrze trzy piórka, nakazując, by każdy szedł tam gdzie jego piórko pofrunęło. Jedno piórko pofrunęło na wschód, drugie na zachód, a trzecie, należące do Głuptaska, poleciało na południe, ale spadło zaraz na ziemię.
Dwaj bracia udali się we wskazane przez piórka kierunki, a Głuptasek musiał zostać tam gdzie jego piórko upadło. Wtedy spostrzegł obok piórka wejście do podziemnego lochu. Kiedy tam zszedł spotkał mówiącą dużą żabę, a wokół niej wiele innych żabek. Duża żaba zapytała go o cel przybycia. A kiedy dowiedziała się, że chodzi o kobierzec – ofiarowała mu go.
Kiedy Głuptasek powrócił do ojca okazało się, że jego kobierzec jest dużo piękniejszy od kobierców przyniesionych przez braci, którzy kupili pierwsze napotkane. Król chciał ogłosić Głuptaska swoim następcą, jednak bracia przekonali króla, że jest on za głupi do tej funkcji. Wówczas król wyznaczył kolejną próbę. Oświadczył, że królestwo zdobędzie ten kto przyniesie mu najpiękniejszy pierścień. Tak jak poprzednio puścił w powietrze trzy piórka i tak jak poprzednio, piórko Głuptaska poleciało na południe, ale spadło zaraz na ziemię.
Głuptasek ponownie zszedł do mówiącej żaby. Żaba ofiarowała mu pierścień, który okazał się piękniejszy od pierścieni kupionymi przez jego braci.
Król chciał znów wyznaczyć Głuptaska swoim następcą, ale bracia ponownie przekonali króla, że jest on zbyt głupi i by wyznaczył kolejną próbę. Wówczas król oświadczył, że ten będzie jego następcą, kto przyprowadzi "najpiękniejszą dziewicę". Bracia ruszyli znowu za piórkami, które padły i tym razem tak jak poprzednio.
Głuptasek zszedł po raz trzeci do żaby i opowiedział jej o żądaniu ojca. Żaba dała mu wydrążoną, żółtą rzepę, do której jak do karety zaprzężonych było sześć białych myszy. Następnie kazała, żeby wybrał jedną z jej małych żabek i wsadził do rzepy. Kiedy Głuptasek tak zrobił, rzepa zamieniła się w karetę, myszki w piękne rumaki, a żabka w piękną dziewczynę.
Głuptasek zabrał ją do ojca, gdy tymczasem bracia sprowadzili pierwsze lepsze napotkane wieśniaczki. Król oświadczył, że Głuptasek odziedziczy jego królestwo.
Wówczas bracia zażądali ostatniej próby. Chcieli, żeby następcą został ten, którego dziewczyna przeskoczy przez obręcz zawieszoną pośrodku sali. Sądzili, że dziewczyna Głuptaska jest zbyt delikatna by tego dokonać. Okazało się jednak, że przeskoczyła obręcz bez trudu, podczas gdy dziewczyny braci poupadały łamiąc dobie ręce i nogi.
W tej sytuacji Głuptasek otrzymał koronę i został następcą tronu.

## Ekranizacje
- Baśnie Braci Grimm: Simsala Grimm (odcinek 52, seria 3) – niemiecki serial animowany z lat 1999–2000
- Trzy piórka – niemiecki film z 2014 roku.